# 516 (số)
516 (năm trăm mười sáu) là một số tự nhiên ngay sau 515 và ngay trước 517.